# Chiesa di San Marco (Cortona)
La chiesa di San Marco è un edificio sacro che si trova a Cortona, in provincia di Arezzo e diocesi di Arezzo-Cortona-Sansepolcro.

## Storia
Fu edificata sul luogo di un antico ospedale dei pellegrini; nel 1580 vi venne trasferita la Compagnia della Santissima Trinità dei Laici che edificò la sua chiesa in due aule sovrapposte. Soppressa la Compagnia nel 1785, vi venne trasferita la parrocchia di San Marco, da una chiesa più antica andata distrutta.

## Descrizione
Presenta due facciate: quella principale del XVI secolo, con portale barocco e cornice dell'occhio quattrocentesca, introduce alla chiesa superiore, quella a valle all'oratorio inferiore. La porta di quest'ultimo è un'opera notevole, sia per la perfetta integrazione col paesaggio che per l'equilibrio che stabilisce con il grigio e severo supporto: il mosaico con l'immagine di San Marco, di Gino Severini (1961).
Da qui proviene il grande Crocifisso di Pietro Lorenzetti, nel Museo diocesano.